# 770.
770. je osmo desetletje v 8. stoletju med letoma 770 in 779. 